# Episodi de Il commissario Rex (nona stagione)
La nona stagione della serie televisiva Il commissario Rex consta di tredici episodi andati in onda per la prima volta, in Austria, tra il 27 novembre 2003 e il 18 marzo 2004: essa vede la conferma dei personaggi principali introdotti nella stagione precedente. In Italia, la trasmissione in prima visione degli episodi è avvenuta su Raiuno, in parte tra il 24 ottobre e il 14 novembre 2003 e in parte tra il 20 febbraio e il 14 maggio 2004, precedendo in alcuni casi la prima visione sui canali del gruppo ORF. Tra gli altri, l'episodio "Omicidio in Carcere" è andato in onda su Raiuno, il 24 ottobre 2003, con ben tre mesi di anticipo rispetto alla televisione austriaca. L'appuntamento settimanale è fissato ancora una volta al venerdì, giorno in cui la serie TV deve competere sia con la concorrenza delle altre reti Rai, sia con quella dei canali Mediaset. Infatti, è in programma settimanalmente su Raidue il reality L'Isola dei Famosi, mentre su Canale 5 va in onda in contemporanea la trasmissione Scherzi a Parte, che domina assiduamente negli ascolti del venerdì. Come format ormai consolidato negli ultimi anni, Raiuno trasmette alle 21,00 un episodio in prima visione seguito da una replica relativa ad una delle stagioni immediatamente precedenti. Dopo le prime tre settimane, visti gli ascolti più bassi delle aspettative, si decide per la messa in onda settimanale di sole repliche, rimandando gli inediti alla successiva primavera. Infatti, a partire dal 20 febbraio 2004 tornano in onda i nuovi episodi.
| nº | Titolo originale           | Titolo italiano            | Prima TV Austria | Prima TV Italia          | Dati d'ascolto     |
| -- | -------------------------- | -------------------------- | ---------------- | ------------------------ | ------------------ |
| 1  | Attentat auf Rex           | Attentato a Rex            | 27 novembre 2003 | 27 febbraio 2004 - 21,00 | 5 737 000 - 19,49% |
| 2  | Wofür Kinder leiden müssen | Soldi sporchi              | 4 dicembre 2003  | 26 marzo 2004 - 21,05    |                    |
| 3  | Ettrichs Taube             | Elli                       | 11 dicembre 2003 | 31 ottobre 2003 - 20,55  | 4 197 000 - 15,36% |
| 4  | Vitamine zum Sterben       | Vitamine per morire        | 18 dicembre 2003 | 19 marzo 2004 - 21,05    |                    |
| 5  | Nachts im Spital           | Sotto narcosi              | 15 gennaio 2004  | 2 aprile 2004 - 21,05    | 5 205 000 - 17,82% |
| 6  | Das Donaukrokodil          | Il coccodrillo del Danubio | 22 gennaio 2004  | 12 marzo 2004 - 21,00    |                    |
| 7  | Mord im Gefängnis          | Omicidio in carcere        | 29 gennaio 2004  | 24 ottobre 2003 - 20,55  | 4 396 000 - 15,60% |
| 8  | Nina um Mitternacht        | Nina a mezzanotte          | 5 febbraio 2004  | 20 febbraio 2004 - 21,00 | 5 389 000 - 18,54% |
| 9  | Schnappschuss              | Assassini per sbaglio      | 19 febbraio 2004 | 14 novembre 2003 - 20,55 | 3 950 000 - 13,39% |
| 10 | Die Leiche lebte noch      | Una dritta mortale         | 26 febbraio 2004 | 30 aprile 2004 - 21,05   |                    |
| 11 | Hexen und andere Frauen    | Streghe e altre donne      | 4 marzo 2004     | 23 aprile 2004 - 21,05   |                    |
| 12 | Ein Toter und ein Baby     | Una vittima e un bambino   | 11 marzo 2004    | 7 maggio 2004 - 21,05    | 5 438 000 - 19,10% |
| 13 | Sein letzter Sonntag       | La sua ultima domenica     | 18 marzo 2004    | 14 maggio 2004 - 21,05   | 5 285 000 - 18,87% |

## Attentato a Rex
- Titolo originale: Attentat auf Rex
- Diretto da: Micheal Riebl
- Scritto da: Peter Moser, Peter Hajek

### Trama
Uscito di prigione dopo sei anni, Walter Huneck tenta di vendicarsi su Rex tendendogli un attentato: benché ferito, il cane risulterà infine determinante per smascherare il colpevole.
- Altri interpreti: Roman Knizka (Walter Huneck), Marie-Christine Friedrich (Helge Brunner), Gregor Seberg (Rudolf Hartmann)

## Soldi sporchi
- Titolo originale: Wofür Kinder leiden müssen
- Diretto da: Andreas Prochaskal
- Scritto da: Peter Moser, Peter Hajek

### Trama
L'omicidio di un uomo avvenuto all'interno di un vagone ferroviario svela un traffico di denaro sporco in cui vengono usati, come corrieri, alcuni bambini provenienti dall'Europa dell'Est.
- Altri interpreti: Harald Posch (Fritz Urban), Yevgeni Sitokhin (Bernhard Leitner), Vanessa Stroux (Iris), Scheval Mersimi (Nikolai)

## Elli
- Titolo originale: Ettrichs Taube
- Diretto da: Gerald Liegel
- Scritto da: Karl Benediktel, Peter Hajek

### Trama
Un anziano avicoltore viene ucciso da un pacco-bomba portato da uno dei suoi uccelli: le indagini mettono inizialmente in luce un intrigo con la malavita croata.
- Altri interpreti: Misel Maticevic (Laszlo Andric), Florian Teichtmeister (Gernot Ettrich), Ernst Konarek (Anton Pischinger), Alex Greinecker (Dominik)

## Vitamine per morire
- Titolo originale: Hexen und andere Frauen
- Diretto da: Micheal Riebl
- Scritto da: Peter Moser, Peter Hajek

### Trama
Due persone muoiono avvelenate dopo aver assunto delle vitamine in pillole: indagando su di una delle vittime si viene a scoprire che, dietro ad un possibile complotto, si nascondono in realtà questioni di gelosia.
- Altri interpreti: Sabine Petzl (Eva Kretschmer), Nicole Beutler (Veronika Ullmann), Volker Piesczek (Florian Kretschmer)

## Sotto narcosi
- Titolo originale: Nachts im Spital
- Diretto da: Andreas Prochaska
- Scritto da: Bernhard Schärfl, Peter Hajek

### Trama
La squadra omicidi indaga su una serie di crimini avvenuti all'interno di una clinica psichiatrica.
- Altri interpreti: Max Urlacher (Dr. Meyer), Rolf Kanies (Dr. Ballak), Ottokar Lehrner (Pfleger Lexa)

## Il coccodrillo del Danubio
- Titolo originale: Das Donaukrokodil
- Diretto da: Micheal Riebl
- Scritto da: Susanne Freund, Peter Hajek

### Trama
Tra i bagnanti del Danubio si diffonde la notizia della possibile presenza di un coccodrillo che minaccia gli avventori: la scoperta del cadavere di una donna sembra confermare codesta supposizione, ma le indagini portano ad una pista ben diversa.
- Altri interpreti: Ulrike Beimpold (Margarethe Höllmüller), Doris Schretzmayer (Doris Höllmüller), Andrea Händler (Serges Nachbarin)

## Omicidio in carcere
- Titolo originale: Mord im Gefängnis
- Diretto da: Hans Werner
- Scritto da: Peter Moser, Peter Hajek

### Trama
Niki si finge una detenuta per indagare su un omicidio avvenuto all'interno di un carcere.
- Altri interpreti: Gertraud Jesserer (Silvia Manz), Kristina Bangert (Claudia Schrom), Thomas Evertz (Erich Albrecht), Hansi Lang (Rudolf Kraus), Isabella Szendzielorz (Karin Sokol)

## Nina a mezzanotte
- Titolo originale: Nina um Mitternacht
- Diretto da: Hans Werner
- Scritto da: Peter Moser, Peter Hajek

### Trama
Una conduttrice radiofonica che aveva lanciato una campagna contro l'alcoolismo, viene sospettata di un omicidio: malgrado alcuni disaccordi tra Marc e Niki, viene individuato il vero colpevole.
- Altri interpreti: Arabella Kiesbauer (Nina Klaus), Volker Bruch (Max König), Rainer Egger (Ivo Wallner), Harry Prinz (Gerhard Bauer)

## Assassini per sbaglio
- Titolo originale: Schnappschuss
- Diretto da: Hans Werner
- Scritto da: Peter Moser, Peter Hajek

### Trama
Una coppia di adolescenti uccide per errore un barbone: tale omicidio svela una serie di attività illecite in cui è coinvolto il padre della ragazza.
- Altri interpreti: Maresa Hörbiger (Annelies Kerling), Cornelius Obonya (Gerhard Behrend), Antonia Girardi (Katja Behrend), Laurence Rupp (Mathias Metzler)

## Una dritta mortale
- Titolo originale: Die Leiche lebte noch
- Diretto da: Gerald Liegel
- Scritto da: Peter Moser, Peter Hajek

### Trama
La squadra omicidi indaga sulla morte di un ricco signore: tra i vari sospettati vi è un imbianchino, impossibilitato a difendersi perché analfabeta e scagionato in extremis grazie ad una segnalazione di un informatore.
- Altri interpreti: Christoph Fälbl (Fritz Grabner), Ursula Strauss (Marga Benesch), Michael Schottenberg (Otto Machart), Peter Josch (Elmar Baumann)

## Streghe e altre donne
- Titolo originale: Hexen und andere Frauen
- Diretto da: Gerald Liegel
- Scritto da: Karl Benedikter, Peter Hajek

### Trama
Accanto ad alcun donne morte assassinate vengono rinvenuti degli indizi simili ad oggetti presenti in alcune fiabe: le indagini porteranno ad uno psichiatra che, durante l'infanzia, ha subìto degli abusi da parte dei famigliari.
- Altri interpreti: Sylvia Wohlmuth (Eva Süss), Doris Pascher (Astrid Wimmer), Robert Meyer (Wolfgang Scheibner), Christoph Luser (Michael Prager), Kurt Sobotka (professor Eder)

## Una vittima e un bambino
- Titolo originale: Ein Toter und ein Baby
- Diretto da: Gerald Liegel
- Scritto da: Bernhard Schärfl, Peter Hajek

### Trama
Una giovane coppia sospettata di omicidio tenta di rifugiarsi in Italia, ma viene fermata da Rex e dalle contrazioni della ragazza, in procinto di partorire.
- Altri interpreti: Nicola Etzelstorfer (Lisa Klein), Stefano Bernardin (Thomas Meisner), Heli Deinboek (Holaubeck), Dominik Kaschke (Florian Käfer), Daniela Golpashin (Eva), Peter Pertusini (Heinz)

## La sua ultima domenica
- Titolo originale: Sein letzter Sonntag
- Diretto da: Andreas Prochaska
- Scritto da: Susanne Freund, Peter Hajek

### Trama
La squadra omicidi indaga su un presunto omicidio avvenuto all'interno di una casa di riposo per anziani.
- Altri interpreti: Carmen Gratl (Erika Walter), Günter Franzmeier (Robert Walter), Michael Rastl (Thomas Färber), Heinrich Schweiger (Bruno Walter)